# Aréna Jugra
Arena-Yugra (česky Aréna Jugra, rusky Арена-Югра) je multifunkční komplex v Chanty-Mansijsku, uvedený do provozu v roce 2008. Stadion je navržen pro 5500 diváků. Zaměřuje se především na pořádání soutěží v ledním hokeji a krasobruslení; potřebnou proměnou se aréna areálu stává sportovištěm pro minifotbal, volejbal, basketbal, házenou, tenis, uměleckou a rytmickou gymnastiku, soutěže v zápasení a boxu i koncertní místo popových hvězd.
Areál je tréninkovou základnou hokejových týmů a tříd pro sportovní školy mládeže. Pro sportovce jsou upraveny šatny, sprchy, sušárny, masážní místnosti a tělocvičny.
Pod obloukem ledové arény byla instalována multiprofilová mediální kostka. V prvním patře arény je obchod se suvenýry. Ve dnech domácích zápasů jsou food pointy pro fanoušky umístěny ve druhém patře.
Je to domovská aréna klubu HK Jugra Chanty-Mansijsk, který hraje Vyšší hokejovou ligu .

## Infrastruktura
- Celková plocha 4,78 ha
- Kapacita - 5 500 diváků
- Hokejové kluziště 61×30 m
- Ledové pole 64,20×34,40m
- Celková rozloha 2211,77 m²
- Mediální kostka
- Tělocvična
- Sportovní a fitness centrum
- Restaurace
- Kavárna

## Události
V sezóně 2009/2010 se zde konaly zápasy v rámci turnaje Otevřené celoruské hokejové mistrovství mezi týmy VHL. V sezóně 2010/2011 se na ledové ploše konaly domácí zápasy hokejového klubu Yugra v rámci losování Kontinentální hokejové ligy.
- Druhý Meziregionální hokejový turnaj mezi dětskými týmy o pohár Gazprom Neft Cup
- Hokejový zápas mezi týmy Jugra a Legendy hokeje SSSR
- Závěrečná prohlídka ledové revue Ilji Averbucha „Doba ledová. Nejlepší"
- Hokejové zápasy XVIII zimních deaflympijských her .